# Государственная граница Бутана

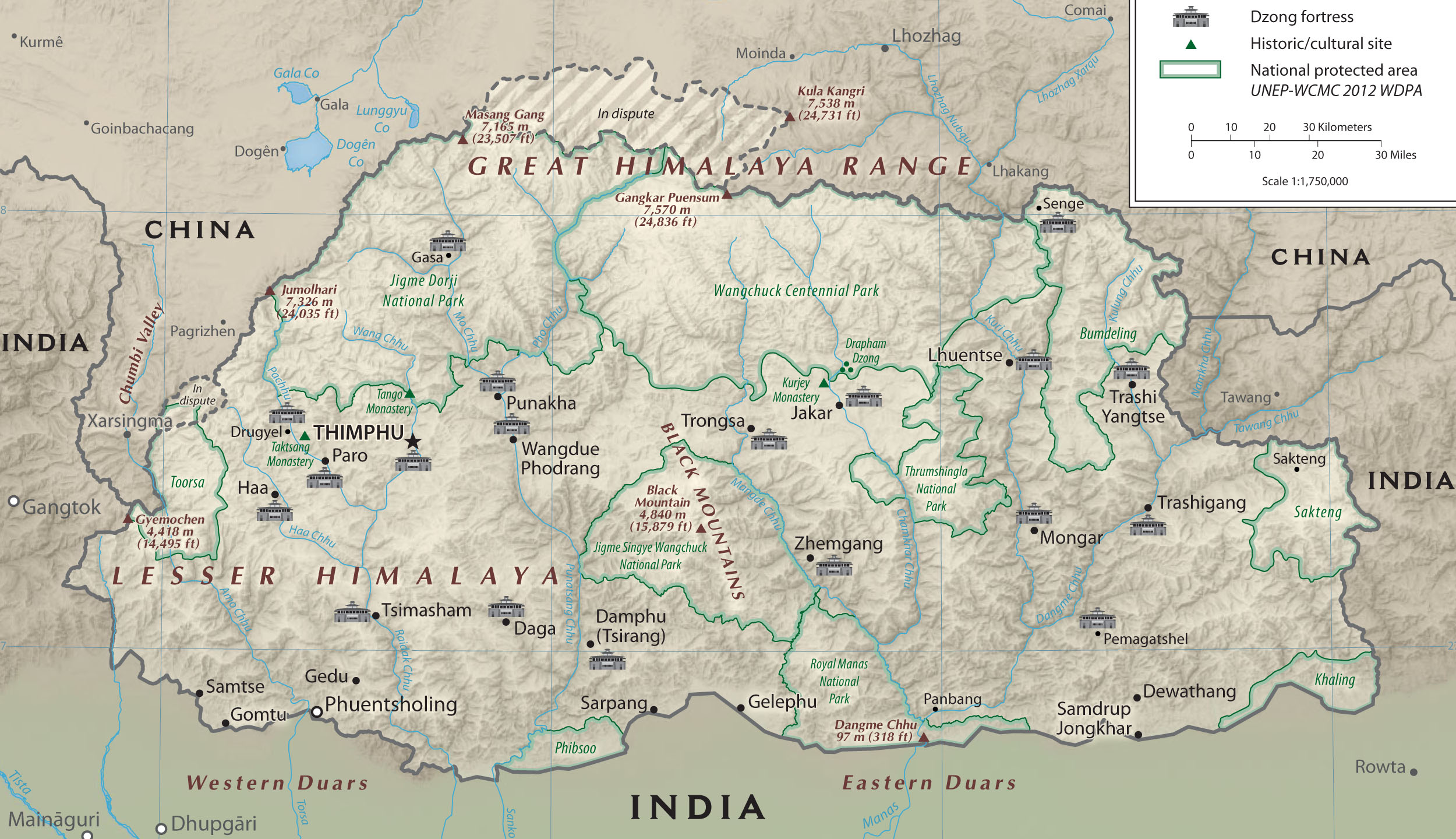
Карта Бутана

Государственная граница Бутана (дзонг-кэ འབྲུག་གི་མངའ་སྡེ་ས་མཚམས།) — линия и проходящая по этой линии вертикальная поверхность, определяющие пределы государственной территории (суши, вод, недр и воздушного пространства) Королевства Бутан, пространственный предел действия государственного суверенитета страны. Бутан граничит только с двумя странами — Индией и Китаем. Бутан не имеет выхода к морю и не имеет морских границ.

## Сухопутная граница
Бутан граничит по суше с Индией и Китаем .
| Сухопутная граница страны | Длина (км) | Пограничная служба       | См. также                          |
| ------------------------- | ---------- | ------------------------ | ---------------------------------- |
| Индия                     | 578 км     | Королевская армия Бутана | см. также: Граница Бутана и Индии. |
| Китай                     | 477 км     | Королевская армия Бутана | cм. также: граница Бутана и Китая. |

## Спорные территории
Бутан имеет несколько территориальных споров с Китаем. В течение короткого периода, примерно с 1911 года, Китайская Республика официально сохраняла территориальные притязания на часть Бутана. Территориальные притязания были предъявлены Китайской Народной Республикой после того, как Коммунистическая партия Китая установила контроль над Континентальным Китаем в результате гражданской войны в 1949 году. Мао Цзэдун заявил в первоначальной версии книги «Китайская революция и коммунистическая партия» 1939 года, что «правильные границы Китая будут включать Бирму, Бутан и Непал». В своей политике «Пять пальцев Тибета» он также называл Бутан частью Тибета и, следовательно, Китая. В 1959 году Китай опубликовал карту в книге «Краткая история Китая», где значительная часть Бутана, а также других стран была включена в его территориальные претензии. В 1998 году Китай и Бутан подписали двустороннее соглашение о поддержании мира на границе.
В соглашении Китай подтвердил свое уважение к суверенитету и территориальной целостности Бутана, и обе стороны стремились строить отношения на основе Пяти принципов мирного сосуществования. Однако строительство Китаем дорог на территории, которая, по утверждению Бутана, является территорией Бутана, якобы в нарушение соглашения 1998 года, спровоцировало напряженность. Однако в 2002 году Китай представил, как он утверждает, «доказательства», подтверждающие его право собственности на спорные участки земли; после переговоров было достигнуто временное соглашение. 2 июня 2020 года Китай поднял новый вопрос о территории, который ранее никогда не поднимался на пограничных переговорах. На виртуальном заседании Глобального экологического фонда (ГЭФ) Китай выступил против выделения гранта для заповедника дикой природы Сактен в округе Трашиганг в восточном Бутане, заявив, что эта территория является спорной.
Бутан не имеет территориальных споров с Индией.

## Транспорт и пересечение границы

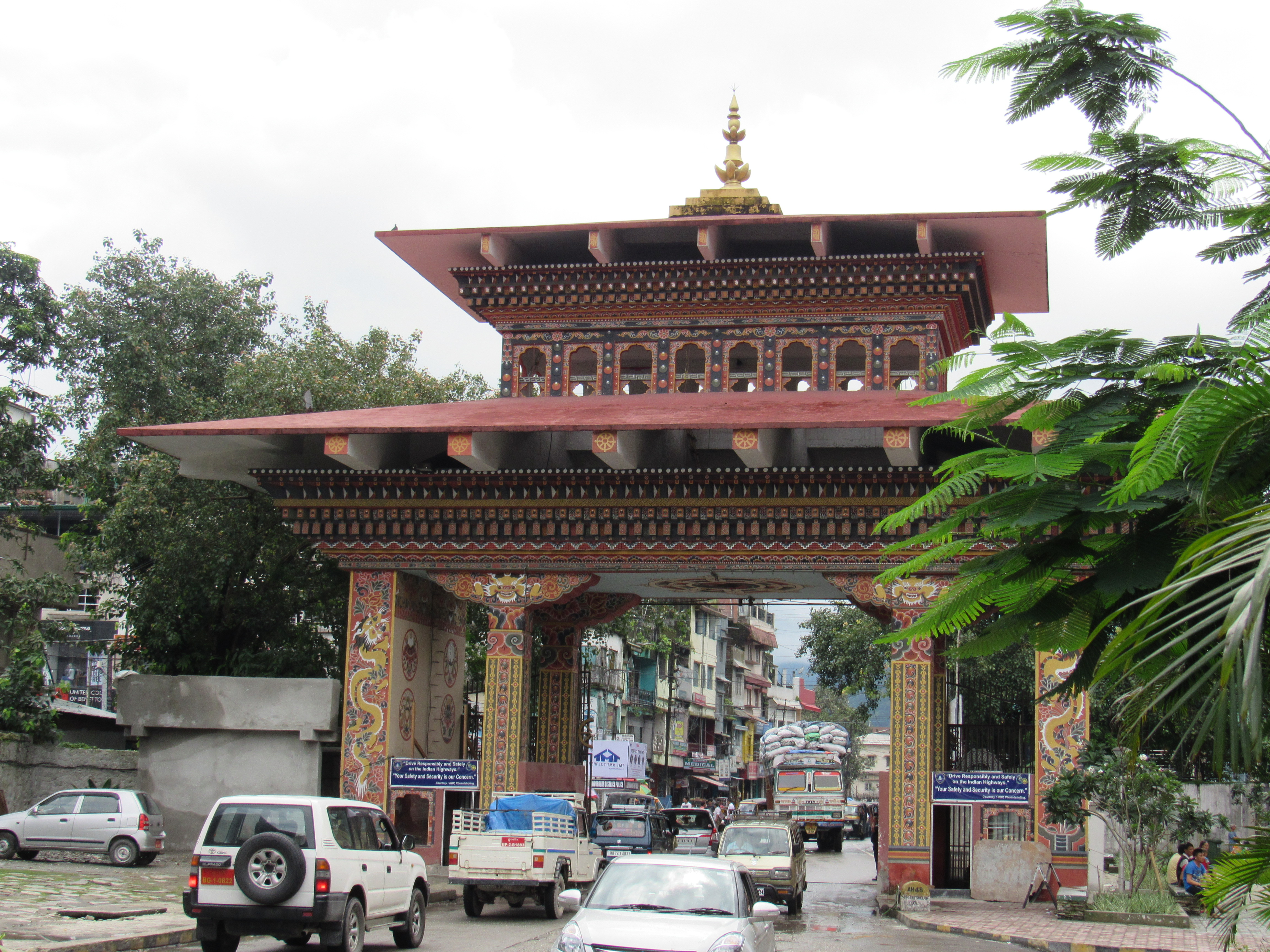
Ворота, обозначающие границу, вид из Пхунчхолинга, Бутан

Граница между Бутаном и Индией является единственным сухопутным въездом в Бутан, так как граница с Китаем полностью закрыта. Единственный пункт въезда для иностранных граждан находится между городами Джайгаон (район Алипурдуар, округ Алипурдуар) в индийском штате Западная Бенгалия и Пхунчхолинг в Юго-Западном Бутане.